# Xian de Changyuan
Pour les articles homonymes, voir Changyuan.
Le xian de Changyuan (长垣县 ; pinyin : Chángyuán Xiàn) est un district administratif de la province du Henan en Chine. Il est placé sous la juridiction de la ville-préfecture de Xinxiang.

## Démographie
La population du district était de 760 137 habitants en 1999.